# Felice (Simone Tomassini)
# Felice è un album del cantante italiano Simone Tomassini, accreditato semplicemente come Simone come nei primi tre dischi. L'album contiene la traccia 1928 in cui Simone Tomassini descrive le difficoltà avute da suo nonno Felice, morto qualche anno prima, negli anni sessanta per lavorare per vivere e formare una famiglia, l'album è inoltre dedicato anche a sua figlia Charlotte di tre anni, che è la voce iniziale di Solo cose belle.
L'album è stato pubblicato iTunes a marzo del 2016 mentre l'edizione su CD è reperibile unicamente ai concerti del tour di Simone.
L'album contiene le tracce È stato tempo fa, Niente da perdere e Giorni che sono ri-arrangiamenti di brani della precedente discografia del cantante. Le tracce Apri gli occhi e Niente da perdere sono presenti solamente nell'edizione su CD.

## Tracce
Testi e musiche di Simone Tomassini, eccetto dove indicato.
1. Sapere che ci sei
2. Che sorriso che hai (musica: Pier Francesco Tarantino, Tomassini)
3. Solo cose belle (testo: Alessandro Bertoglio, Tomassini – musica: Tarantino, Tomassini)
4. Giorni (testo: Vasco Rossi)
5. Alza le mani (musica: Tarantino, Tomassini)
6. Alla faccia
7. Niente da perdere – presente solo nell'edizione su CD
8. Ricordati
9. Apri gli occhi – presente solo nell'edizione su CD
10. È stato tanto tempo fa
11. Sacrosanta
12. 1928

## Formazione
- Simone Tomassini - voce
- Simone Tomassini e Antonio Chindamo - cori
- Charlotte Tomassini - voce iniziale di "Solo cose belle"
- Andrea Mattia Gentile - Chitarra Acustica
- Marco Filippini - chitarra acustica in "È Stato Tanto Tempo fa", chitarra classica in " Giorni", chitarra elettrica in "Giorni", "È Stato Tanto Tempo fa", "Niente da perdere"
- Chiara Carcano - Chitarra Acustica in "Ricordati"
- Roberta Raschellà - chitarra elettrica
- Francesco Carcano - basso
- Pier Francesco Tarantino - batteria, pianoforte in "che sorriso che hai"
- Antonio Chindamo tastiere e pianoforte